# Lucas di Grassi

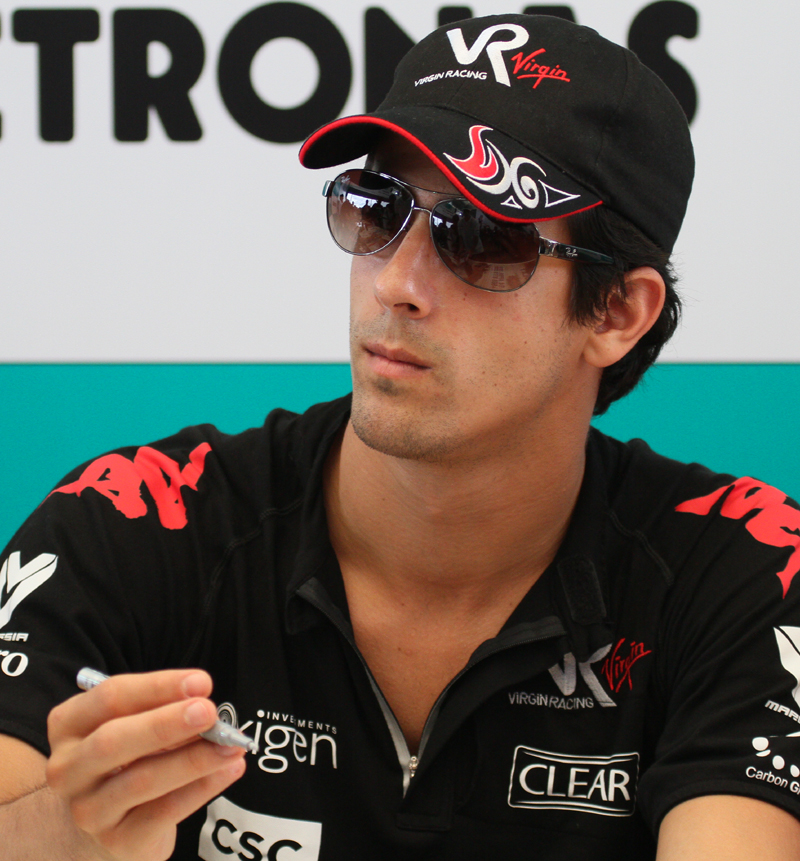
Lucas Di Grassi (2010)

Lucas Tucci di Grassi, (născut la data de 11 august 1984, în São Paulo, Brazilia) este un pilot de curse care a concurat în Campionatul Mondial de Formula 1 în sezonul 2010.

## Cariera în Formula 1
| Sezon | Echipă                     | Număr puncte | Loc clasament general |
| ----- | -------------------------- | ------------ | --------------------- |
| 2005  | Mild Seven Renault F1 Team | Pilot teste  | -                     |
| 2008  | ING Renault F1 Team        | Pilot teste  | -                     |
| 2009  | ING Renault F1 Team        | Pilot teste  | -                     |
| 2010  | Virgin Racing              | 0            | -                     |